# Función eta de Dirichlet

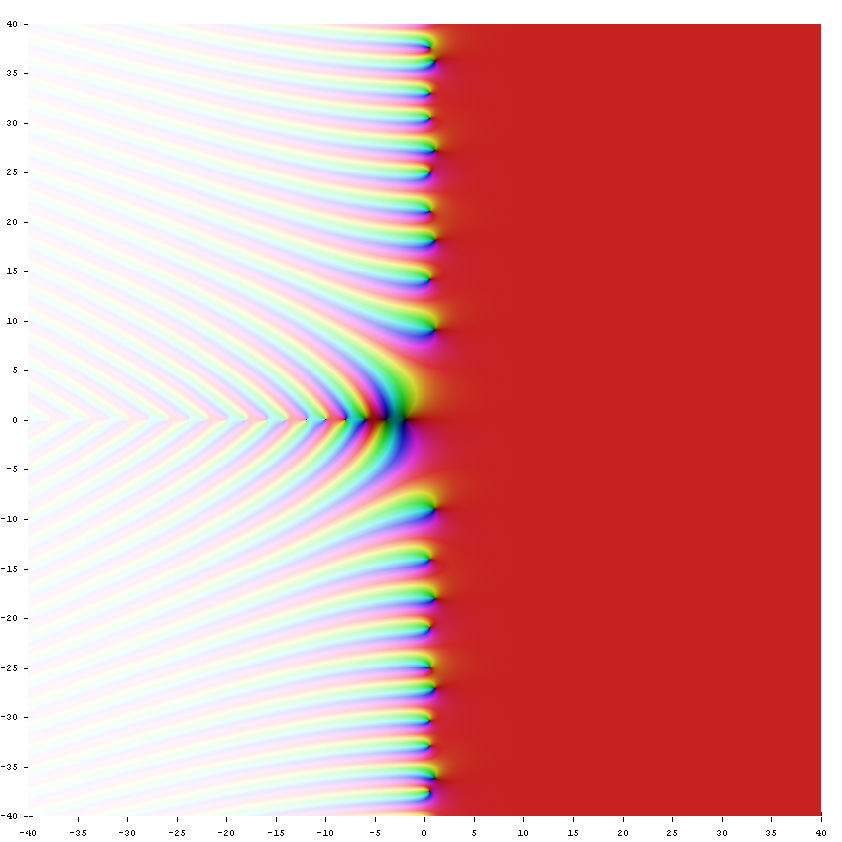
Función eta de Dirichlet en el plano complejo. El color en un punto codifica el valor de. Colores fuertes denotan valores cercanos a cero y el tono codifica el valor del argumento.

En las matemáticas, en el área de la teoría analítica de números, la función eta de Dirichlet se define como
{\displaystyle \eta (s)=\left(1-2^{1-s}\right)\zeta (s)}
donde ζ es la función zeta de Riemann. Sin embargo, también puede ser usada para definir la función zeta. Tiene una expresión en serie de Dirichlet, válida para todo número complejo s con parte real positiva, dado por
{\displaystyle \eta (s)=\sum _{n=1}^{\infty }{(-1)^{n-1} \over n^{s}}.}
Si bien esta es convergente sólo para s con parte real positiva, es sumable Abel para todo número complejo, lo que permite definir la función eta como una función completa, y muestra que la función zeta de Riemann es meromórfica con un polo simple en s = 1.
En forma equivalente, se puede definir
{\displaystyle \eta (s)={\frac {1}{\Gamma (s)}}\int _{0}^{\infty }{\frac {x^{s}}{\exp(x)+1}}{\frac {dx}{x}}}
en la región de parte real positiva. Esto da por resultado la función eta como una transformada de Mellin.
Hardy dio una demostración simple de la ecuación funcional para la función eta, que es
{\displaystyle \eta (-s)=2{\frac {1-2^{-s-1}}{1-2^{-s}}}\pi ^{-s-1}s\sin \left({\pi s \over 2}\right)\Gamma (s)\eta (s+1).}
A partir de esto, se puede obtener también en forma directa la ecuación funcional de la función eta, como así mismo encontrar otro modo de extender la definición de eta a todo el campo de los números complejos.

## Método de Borwein
Peter Borwein utilizó aproximaciones basadas en los polinomios de Chebyshov para desarrollar un método para evaluar en forma eficiente la función eta. Si
{\displaystyle d_{k}=n\sum _{i=0}^{k}{\frac {(n+i-1)!4^{i}}{(n-i)!(2i)!}}}
entonces
{\displaystyle \eta (s)=-{\frac {1}{d_{n}}}\sum _{k=0}^{n-1}{\frac {(-1)^{k}(d_{k}-d_{n})}{(k+1)^{s}}}+\gamma _{n}(s),}
donde el término error γn se encuentra acotado por
{\displaystyle \gamma _{n}(s)\leq {\frac {3}{(3+{\sqrt {8}})^{n}}}(1+2|t|)\exp(|t|\pi /2)}
donde {\displaystyle t=\Im (s)}.

## Valores particulares
Véase también constante zeta
- η(0) = 1⁄2, la suma de Abel de la serie de Grandi 1 − 1 + 1 − 1 + · · ·.
- η(−1) = 1⁄4, la suma de Abel de 1 - 2 + 3 - 4 + . . ..
- Para k entero > 1, si Bk es el k-esimo número de Bernoulli entonces
{\displaystyle \eta (1-k)={\frac {2^{k}-1}{k}}B_{k}.}

También:
{\displaystyle \!\ \eta (1)=\ln 2}, esta es la serie armónica alternada
{\displaystyle \eta (2)={\pi ^{2} \over 12}}
{\displaystyle \eta (4)={{7\pi ^{4}} \over 720}}
{\displaystyle \eta (6)={{31\pi ^{6}} \over 30240}}
{\displaystyle \eta (8)={{127\pi ^{8}} \over 1209600}}
{\displaystyle \eta (10)={{73\pi ^{10}} \over 6842880}}
{\displaystyle \eta (12)={{61499\pi ^{12}} \over {15\times 3790360487}}}
La forma general para enteros positivos pares es:

{\displaystyle \eta (2n)=(-1)^{n+1}{{B_{2n}(2\pi )^{2n}(2^{2n-1}-1)} \over {2^{2n}(2n!)}}=(-1)^{n+1}{{B_{2n}\pi ^{2n}(2^{2n-1}-1)} \over {(2n)!}}}